# Plagiosetum refractum
Plagiosetum refractum là một loài thực vật có hoa trong họ Hòa thảo. Loài này được (F.Muell.) Benth. miêu tả khoa học đầu tiên năm 1877.

## Hình ảnh

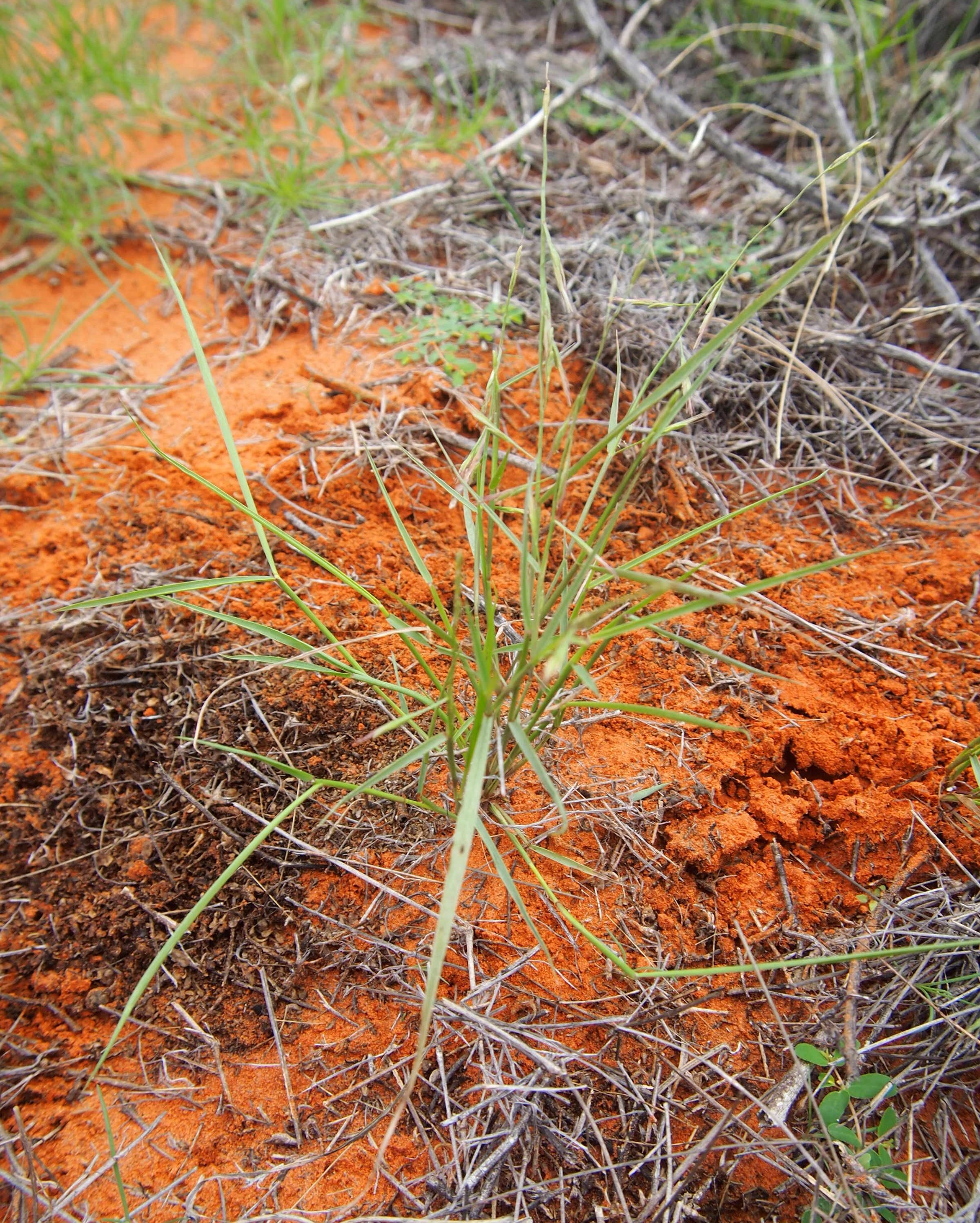